# Aeropuerto de Gold Coast

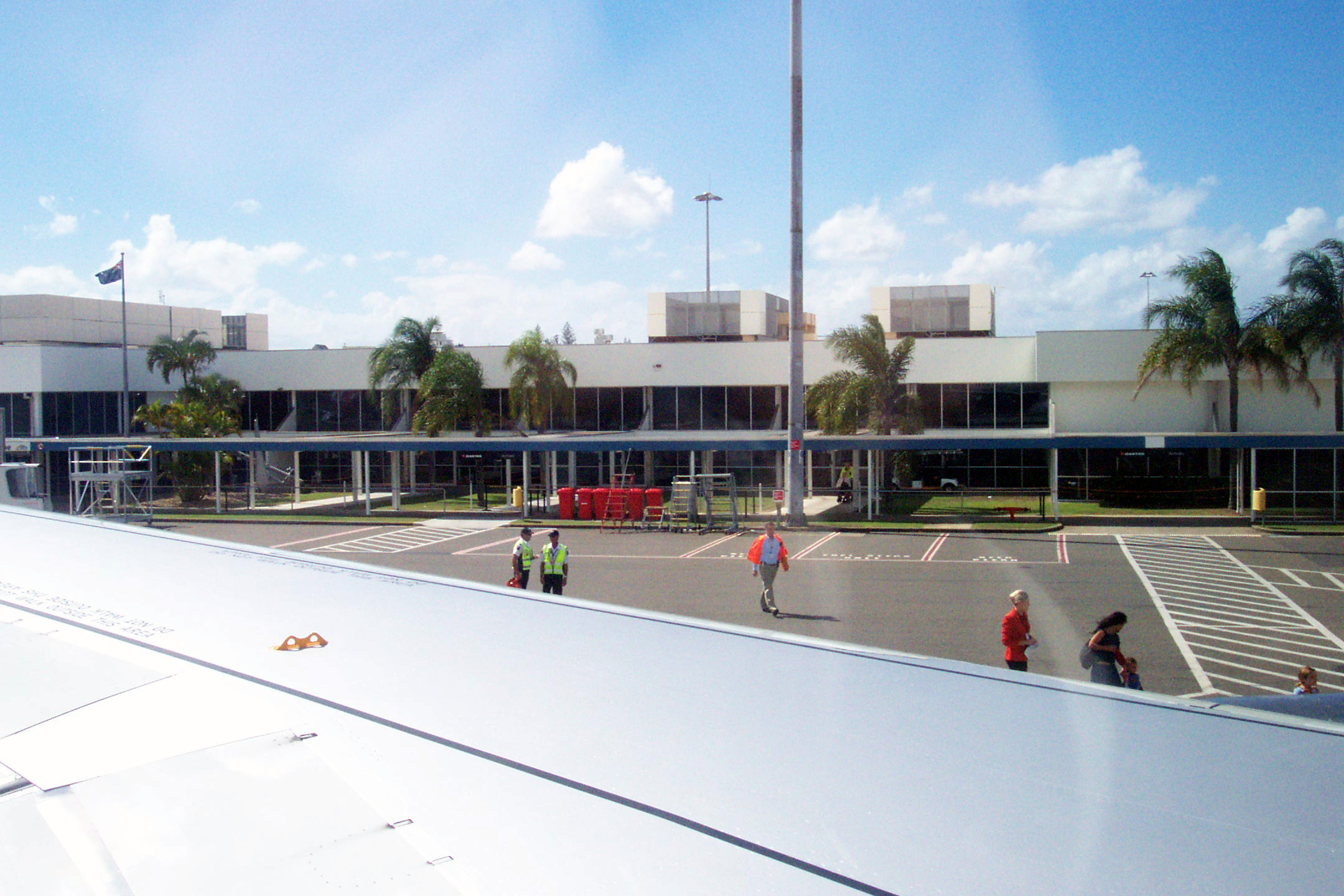
Terminal del aeropuerto de Gold Coast visto desde un Airbus 320.

El Aeropuerto de Gold Coast (OOL), o Aeropuerto Coolangatta, es un aeropuerto interno en Gold Coast, Australia, ubicado en los suburbios de Coolangatta, Queensland.
El aeropuerto sirve cerca de cinco millones de pasajeros por año.
Se ha previsto la construcción de una estación de tren en el aeropuerto cuando se extienda la línea de Gold Coast. Esta línea interconectará por tren este aeropuerto con el Aeropuerto de Brisbane.

## Aerolíneas y destinos
Las siguientes compañías dan servicio a Gold Coast:
| Aerolíneas           | Destinos |
| -------------------- | --- |
| AirAsia X            | Estacional: Kuala Lumpur |
| Air New Zealand      | Auckland, Christchurch |
| Eastern Air Services | Lord Howe Island, Port Macquarie                                                                                                |
| Jetstar              | Adelaida, Auckland, Avalon, Cairns, Canberra, Christchurch, Hobart, Melbourne, Newcastle, Perth, Queenstown, Sídney, Wellington |
| Qantas               | Melbourne, Sídney |
| QantasLink           | Estacional: Adelaida |
| Rex Airlines         | Melbourne, Sídney |
| Seair Pacific        | Hervey Bay, Lady Elliot Island, Redcliffe                                                                                       |
| Virgin Australia     | Adelaida, Canberra, Denpasar, Melbourne, Sídney                                                                                 |